# Boyd (Minnesota)
Boyd è un comune degli Stati Uniti d'America, situato nello Stato del Minnesota, nella Contea di Lac qui Parle.